# Książę de Talleyrand-Périgord
Książę de Talleyrand-Périgord – francuski tytuł szlachecki, który powstał w 1814 roku dla rodu Talleyrand-Périgord. Tytuł wygasł w 1968 roku.

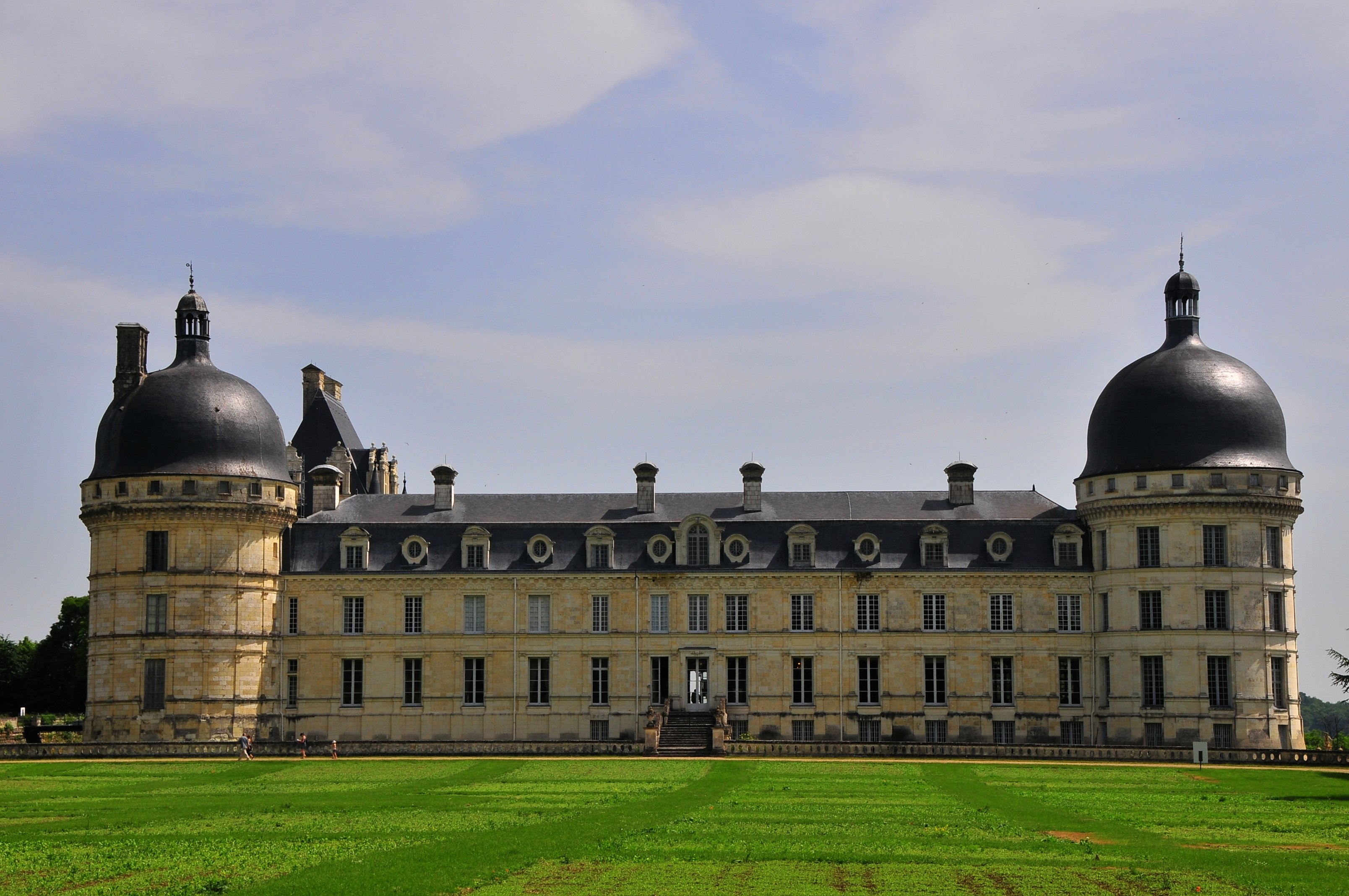
siedziba książąt w Valençay

## Utworzenie tytułu
Charles Maurice de Talleyrand-Périgord był francuskim mężem stanu od XVIII do XIX wieku. Jako minister spraw zagranicznych i wielki szambelan za czasów Napoleona I, w 1806 r. otrzymał tytuł księcia Benewentu.
W czasie klęski Napoleona w 1814 roku Talleyrand działał na rzecz przywrócenia na tron Ludwika XVIII i ustanowienia monarchii konstytucyjnej. Jako minister spraw zagranicznych negocjował warunki traktatu paryskiego. W ramach rekompensaty za swoją pracę otrzymał tytuł księcia de Talleyrand-Périgord i miejsce w Izbie Parów.
W 1815 r. tytuł stał się dziedziczny, a w 1817 r. przypisano go jego bratankowi Edmondowi.

## Książęta
1. (1814-1838): Charles-Maurice de Talleyrand-Périgord (1754-1838). Jego młodszy brat Archambaud de Talleyrand-Périgord (1762-1838) uzyskał tytuł księcia Talleyrand dzięki uprzejmości swego brata.
2. (1838-1872): Edmond de Talleyrand-Périgord (1787-1872), bratanek księcia Talleyranda i syn Archambauda de Talleyrand. Znany również jako książę Dino.
3. (1872-1898): Ludwik Napoleon de Talleyrand-Périgord (1811-1898), syn Edmonda i Doroty de Talleyrand-Périgord. Znany też jako książę żagański i książę Valençay.
4. (1898-1910): Boson I de Talleyrand-Périgord (1832-1910), syn Ludwika. Znany też pod innym tytułem księcia Żagania.
5. (1910-1937): Marie Pierre Louis Hélie de Talleyrand-Périgord (1859-1937), syn Bosona. Znany pod też pod tytułami księcia żagańskiego i Dino.
6. (1937-1952): Paul Louis Marie Archambault Boson de Talleyrand Périgord (1867-1952), brat Marie. Znany jako książę żagański i Valençay.
7. (1952-1968): Hélie de Talleyrand-Périgord (1882-1968), kuzyn Paula, znany jako „markiz de Talleyrand”.